# Kleptochthonius hageni
Espèce
Kleptochthonius hageni est une espèce de pseudoscorpions de la famille des Chthoniidae.

## Distribution
Cette espèce est endémique du Kentucky aux États-Unis. Elle se rencontre dans la grotte Mammoth Cave dans le comté d'Edmonson.

## Description
Le mâle holotype mesure 2,14 mm et la femelle paratype 2,20 mm.

## Étymologie
Cette espèce est nommée en l'honneur de Hermann August Hagen.

## Publication originale
- Muchmore, 1963 : Redescription of some cavernicolous pseudoscorpions (Arachnida, Chelonethida) in the collection of the Museum of Comparative Zoology. Breviora, no 188, p. 1-16 (texte intégral).